# Kyros cylinder

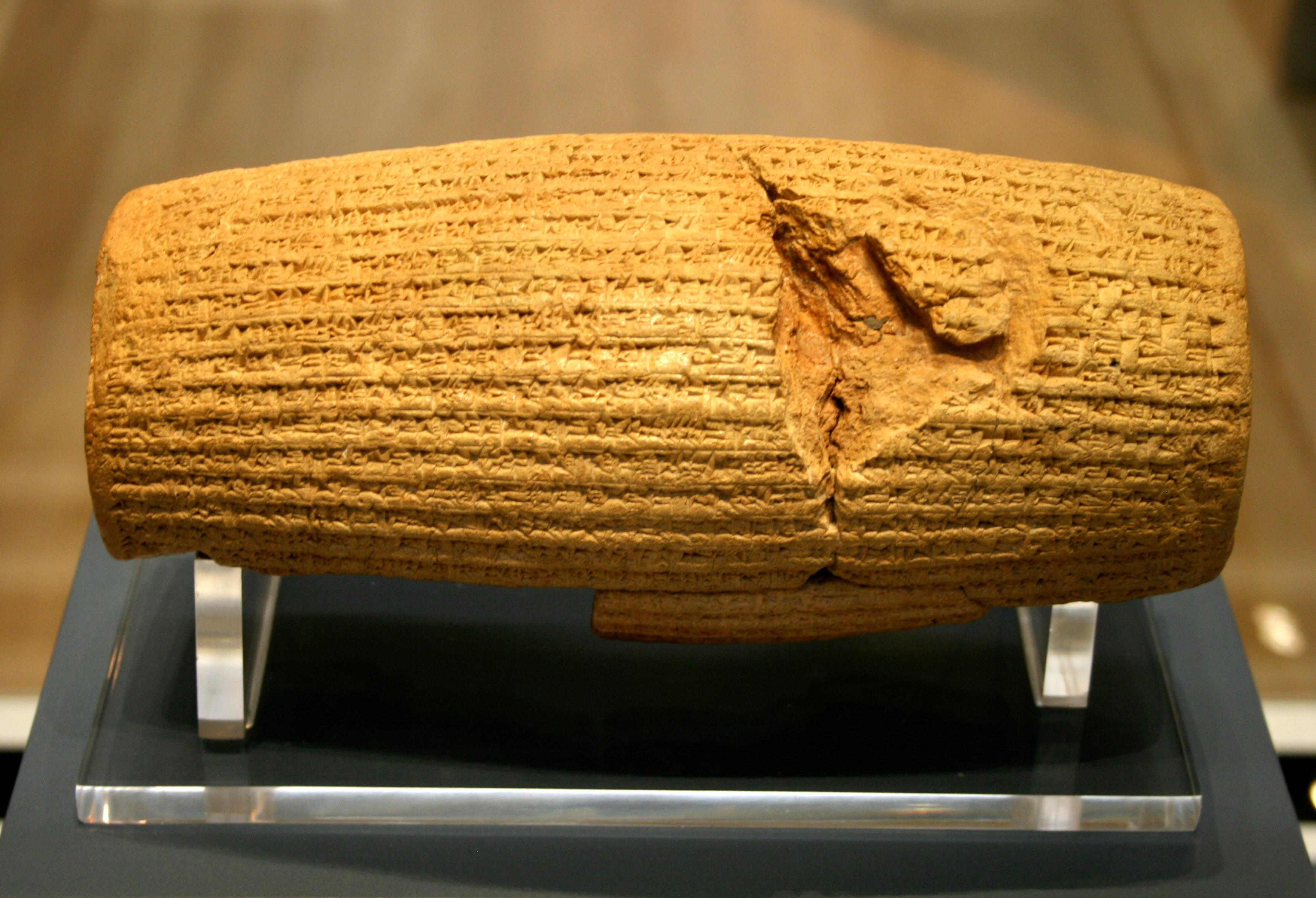
Kyros cylinder i British Museum

Kyros cylinder eller Kyroskrönikan är en cylinder av lera, daterad till 500-talet f. Kr., upptäckt 1879 i Babylon, där den persiske akemeniderkungen Kyros II lät inskriva information om sin härstamning, sin seger över Babylonien och de förtryckta folkens befrielse. Proklamationen, som utfärdades 538 f.Kr. berör religionsfrihet och rättstrygghet och har betraktats som den första människorättsliga förklaringen.

## Deklaration om mänskliga rättigheter?
Delar av texten finns ingraverad över ingången till FN-högkvarteret, som en gåva från Mohammad Reza Pahlavi, den dåvarande shahen av Iran. Den betraktas här och av vissa forskare som första deklarationen för mänskliga rättigheter. Detta då Kyros deklarerar att han frigett Babyloniens befolkning från sina bojor och låtit alla gudar återvända till sina tempel. Denna tolkning anses av andra forskare vara felaktig och övertolkande eftersom texten tillkommit i en specifikt historisk kontext och är ett uttryck för perserkungens personliga religion, zoroastrismen. Dessutom behandlar texten endast rätten att fritt utöva sin religion och sina lokala kulturella seder och traditioner.
Upptäckten och tydningen av cylindern har till viss del visat att Bibelns beskrivning av Kyros stämmer överens med den akemenidiska självbilden.
Kyros politiska tänkande och religiösa öppenhet har utövat ett stort inflytande på sin eftervärld, från antika grekiska författare som Xenofon till USA:s grundlagsfäder.